# Acacia resinicostata
Acacia resinicostata är en ärtväxtart som beskrevs av Leslie Pedley. Acacia resinicostata ingår i släktet akacior, och familjen ärtväxter. Inga underarter finns listade i Catalogue of Life.